# Cheeese
Cheeese is een televisieshow met verborgen camera op Nickelodeon in Zweden, Duitsland, Denemarken, Oostenrijk, Zwitserland, en Nederland. De serie is afgeleid van Just for Laughs: Gags.
De show debuteerde op 13 augustus 2012 op Nickelodeon. Van 29 september 2012 tot 21 oktober 2012 was Cheeese te zien op de Duitse en Oostenrijkse televisie. Later werd het programma ook uitgezonden in Noorwegen en Polen.
In totaal zijn er toen 120 afleveringen gemaakt.
Stef Poelmans, Bart Boonstra en Iris Hesseling presenteerden in 2017 een nieuwe reeks van 65 afleveringen.